# بيت هديان (يريم)

تعديل مصدري - تعديل

بيت هديان هي إحدى قرى عزلة ارياب بمديرية يريم التابعة لمحافظة إب، بلغ تعداد سكانها 218 نسمة حسب تعداد اليمن لعام 2004.